# Metioche superbus
Metioche superbus is een rechtvleugelig insect uit de familie krekels (Gryllidae). De wetenschappelijke naam van deze soort is voor het eerst geldig gepubliceerd in 2012 door Hugel.
1. ↑  (en) Metioche superbus op de IUCN Red List of Threatened Species.